# Dávid Forrai
Dávid Forrai (ur. 11 stycznia 1989 w mieście Baja) – węgierski wioślarz.

## Osiągnięcia
- Mistrzostwa Świata – Poznań 2009 – ósemka wagi lekkiej – 9. miejsce[1].